# Jurien de la Gravière (1899)
Jurien de la Gravière byl chráněný křižník francouzského námořnictva. Ve službě byl v letech 1903–1922. Ve službě měl potíže kvůli příliš lehké konstrukci, stísněným strojovnám a špatným nautickým vlastnostem.

## Stavba

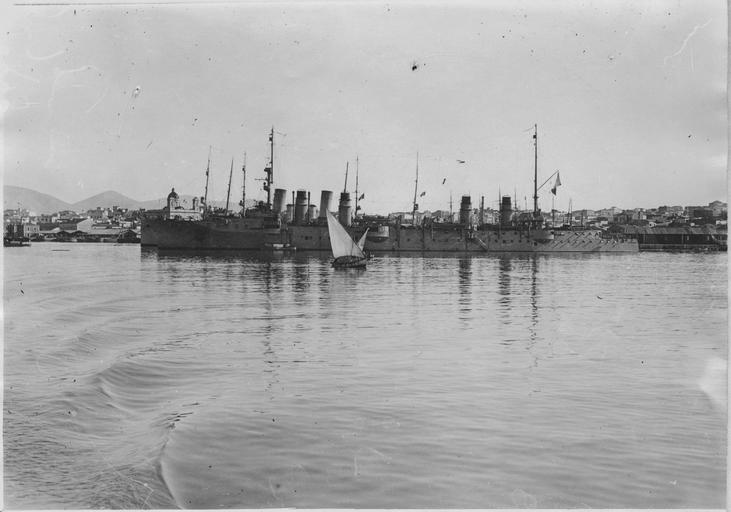
Jurien de la Gravière

Plavidlo postavila loděnice Arsenal de Lorient v Lorientu. Stavba byla zahájena v listopadu 1897, v červnu 1899 byl křižník spuštěn na vodu a roku 1903 byl přijat do služby.

## Konstrukce
Hlavní výzbroj představovalo osm 164,7mm kanónů, po jednom na přídi a zádi kryté štíty a ostatních šest v kasematách. Dále deset 47mm kanónů, šest 37mm kanónů a dva 450mm torpédomety. Pohonný systém tvořilo 24 kotlů a tři parní stroje s trojnásobnou expanzí o výkonu 17 400 hp, pohánějící tři lodní šrouby. Nejvyšší rychlost dosahovala 22,9 uzlu. Dosah byl 6150 námořních mil při rychlosti 10 uzlů.